# یانکیل لئون
یانکیل لئون (اسپانیایی: Yankiel León‎؛ زادهٔ ۲۶ آوریل ۱۹۸۲) بوکسور اهل کوبا است.
وی در مسابقات کشوری و بین‌المللی در مجموع برندهٔ ۱ مدال نقره شده‌است.